# Bithynia montenegrina
Bithynia montenegrina is een slakkensoort uit de familie van de Bithyniidae. De wetenschappelijke naam van de soort is voor het eerst geldig gepubliceerd in 1901 door Wohlberedt.